# Список війн II століття
|  | Службовий список статей, створений для координації робіт з розвитку теми. Це попередження не встановлюється на інформаційні списки і глосарії. |

Друге століття в Європі належало до періоду Pax Romana. Могутність Римської імперії забезпечувала мир на більшій частині території. Війни велися на кордонах із парфянами і варварми. У кінці століття розпочалася громадянська війна в самій імперії.

## 100–109
- 101—117 — Війни Трояна
- 101—106 — Дакійська війна — війна Трояна проти Децебалом.

## 110–119
- 114—117 — Війна Риму з Парфією (114—117)

## 160–169
- 161—166 — Війна Риму з Парфією
- 167—180 — Маркоманські війни
- 169 — початок війни Риму проти германців і сарматів.

## 170–179
- 175 — кінець війни Риму проти германців і сарматів.

## 180–189
- 180 — закінчення Маркоманських війн (167—180)

## 190–199
- 192—197 — Громадянська війна в Римі
- 194—198 Війна Риму з Парфією.